# Alexia Dechaume
Alexia Dechaume (La Rochelle, 3 mei 1970) is een voormalig tennisspeelster uit Frankrijk. Zij begon met tennis toen zij zeven jaar oud was. Haar favoriete ondergrond is gravel. Zij was onder haar eigen naam actief in het proftennis van 1985 tot en met 1992. Van februari 1993 tot en met januari 1994 bleef zij een jaar bij de tennistoernooien weg. In die periode trad zij in het huwelijk met tennisspeler Bernard Balleret (op 13 november 1993). Vervolgens speelde zij onder de naam Alexia Dechaume-Balleret nog zes jaar van 1994 tot 2000. Daarna was zij gedurende twee jaar coach van Amélie Mauresmo tot mei 2002.

## Loopbaan

### Enkelspel
Dechaume debuteerde in 1985 op het ITF-toernooi van Saga (Japan). Zij stond in 1988 voor het eerst in een finale, op het ITF-toernooi van Bayonne (Frankrijk) – hier veroverde zij haar eerste titel, door landgenote Nathalie Guerrée te verslaan. Dit bleef haar enige ITF-enkelspeltitel.
In 1987 kwalificeerde Dechaume zich voor het eerst voor een WTA-hoofdtoernooi, op het toernooi van Wichita. Zij bereikte er de tweede ronde. Zij stond in 1990 voor het eerst in een WTA-finale, op het toernooi van Tarente – zij verloor van de Italiaanse Raffaella Reggi. WTA-enkelspeltitels zou zij niet winnen; wel stond zij driemaal in de finale, de laatste keer in 1997 in Cardiff.
Haar beste resultaat op de grandslamtoernooien is het bereiken van de vierde ronde, op Roland Garros 1994. Haar hoogste positie op de WTA-ranglijst is de 46e plaats, die zij bereikte in augustus 1992.

### Dubbelspel
Dechaume behaalde in het dubbelspel betere resultaten dan in het enkelspel. Zij debuteerde in 1985 op het ITF-toernooi van Saga (Japan) samen met landgenote Sybille Niox-Château. Zij stond in 1990 voor het eerst in een ITF-finale, op het toernooi van Wels (Oostenrijk), samen met landgenote Pascale Paradis – hier veroverde zij haar eerste ITF-titel, door de Tsjecho-Slowaakse dames Hana Fukárková en Denisa Krajčovičová te verslaan. Dit bleef haar enige ITF-dubbelspeltitel, aangezien zij op dat moment al enkele jaren actief was in het WTA-circuit.
Eerder, in 1987, kwalificeerde Dechaume zich namelijk al voor een WTA-hoofdtoernooi, op het toernooi van Miami, samen met landgenote Emmanuelle Derly. Zij sneuvelden in de eerste ronde. In 1988 bereikte zij met Pascale Paradis de halve finale op het toernooi van Straatsburg – daarin verloren zij van Manon Bollegraf en Nicole Provis. Dechaume stond in datzelfde jaar voor het eerst in een WTA-finale, op het toernooi van Parijs, samen met Emmanuelle Derly – hier veroverde zij haar eerste titel, door Louise Field en Nathalie Herreman te verslaan. In totaal won zij zes WTA-titels, de laatste in 1997 op het Japan Open in Tokio.
Haar beste resultaat op de grandslamtoernooien is het bereiken van de derde ronde. Haar hoogste positie op de WTA-ranglijst is de 22e plaats, die zij bereikte in maart 1993.

## Posities op deWTA-ranglijst
Positie per einde seizoen:
| jaar | rang enkel | rang dubbel |
| ---- | ---------- | ----------- |
| 1999 | 101        | 71          |
| 1998 | 68         | 111         |
| 1997 | 65         | 65          |
| 1996 | 81         | 38          |
| 1995 | 132        | 48          |
| 1994 | 75         | 87          |
|      |            |             |
| 1992 | 53         | 39          |
| 1991 | 72         | 61          |
| 1990 | 87         | 92          |
| 1989 | 182        | 90          |
| 1988 | 127        | 68          |
| 1987 | 128        | 276         |
| 1986 | 232        | 356         |

## Palmares
| Legenda                | Legenda                  |
| ---------------------- | ------------------------ |
| Grandslamtoernooi      |                          |
| Olympische Spelen      |                          |
| Year-End Championships |                          |
| tot 2009               | 2009 – 2020 / vanaf 2021 |
| Tier I                 | Premier Mandatory        |
| Tier II                | Premier Five / WTA 1000  |
| Tier III               | Premier / WTA 500        |
| Tier IV & V            | International / WTA 250  |
|                        | Challenger / WTA 125     |

### WTA-finaleplaatsen enkelspel
| nr.              | finale     | toernooi        | ondergrond | tegenstandster         | score         |
| ---------------- | ---------- | --------------- | ---------- | ---------------------- | ------------- |
| verloren finales |            |                 |            |                        |               |
| 1.               | 1990-05-06 | WTA Tarente     | gravel     | Raffaella Reggi        | 6-3, 0-6, 2-6 |
| 2.               | 1991-08-25 | WTA Schenectady | hardcourt  | Brenda Schultz         | 6-7, 2-6      |
| 3.               | 1997-05-18 | WTA Cardiff     | gravel     | Virginia Ruano Pascual | 1-6, 6-3, 2-6 |

### WTA-finaleplaatsen vrouwendubbelspel
| nr.              | finale     | toernooi          | ondergrond | partner           | tegenstandsters                   | score         |
| ---------------- | ---------- | ----------------- | ---------- | ----------------- | --------------------------------- | ------------- |
| gewonnen finales |            |                   |            |                   |                                   |               |
| 1.               | 1988-09-25 | WTA Parijs        | gravel     | Emmanuelle Derly  | Louise Field Nathalie Herreman    | 6-0, 6-2      |
| 2.               | 1991-05-05 | WTA Tarente       | gravel     | Florencia Labat   | Laura Golarsa Ann Grossman        | 6-2, 7-5      |
| 3.               | 1992-07-12 | WTA Kitzbühel     | gravel     | Florencia Labat   | Amanda Coetzer Wiltrud Probst     | 6-3, 6-3      |
| 4.               | 1992-07-26 | WTA San Marino    | gravel     | Florencia Labat   | Sandra Cecchini Laura Garrone     | 7-6, 7-5      |
| 5.               | 1992-08-30 | WTA Schenectady   | hardcourt  | Florencia Labat   | Ginger Helgeson Shannan McCarthy  | 6-3, 1-6, 6-2 |
| 6.               | 1997-04-20 | WTA Japan (Tokio) | hardcourt  | Rika Hiraki       | Kerry-Anne Guse Corina Morariu    | 6-4, 6-2      |
| verloren finales |            |                   |            |                   |                                   |               |
| 1.               | 1990-09-23 | WTA Parijs        | gravel     | Nathalie Herreman | Kristin Godridge Kirrily Sharpe   | 6-4, 3-6, 1-6 |
| 2.               | 1991-09-22 | WTA Parijs        | gravel     | Julie Halard      | Petra Langrová Radomira Zrubáková | 4-6, 4-6      |
| 3.               | 1995-08-06 | WTA San Diego     | hardcourt  | Sandrine Testud   | Gigi Fernández Natallja Zverava   | 2-6, 1-6      |
| 4.               | 1996-05-05 | WTA Bol           | gravel     | Alexandra Fusai   | Laura Montalvo Paola Suárez       | 7-6, 3-6, 4-6 |
| 5.               | 1999-01-16 | WTA Hobart        | hardcourt  | Émilie Loit       | Mariaan de Swardt Olena Tatarkova | 1-6, 2-6      |

## Resultaten grandslamtoernooien
| Legenda | Legenda                          |
| ------- | -------------------------------- |
| g.t.    | geen toernooi gehouden           |
| l.c.    | lagere categorie                 |
| –       | niet deelgenomen                 |
| G       | uitgeschakeld in de groepsfase   |
| 1R      | uitgeschakeld in de eerste ronde |
| 2R      | uitgeschakeld in de tweede ronde |
| 3R      | uitgeschakeld in de derde ronde  |
| 4R      | uitgeschakeld in de vierde ronde |
| KF      | uitgeschakeld in de kwartfinale  |
| HF      | uitgeschakeld in de halve finale |
| F       | de finale verloren               |
| W       | het toernooi gewonnen            |
| w-v     | winst/verlies-balans             |

### Enkelspel
| Toernooi        | 1986 | 1987 | 1988 | 1989 | 1990 | 1991 | 1992 |    | 1994 | 1995 | 1996 | 1997 | 1998 | 1999 | 2000 |
| --------------- | ---- | ---- | ---- | ---- | ---- | ---- | ---- | -- | ---- | ---- | ---- | ---- | ---- | ---- | ---- |
| Australian Open | –    | –    | –    | 2R   | 2R   | 3R   | 3R   | –  | 1R   | 2R   | 1R   | 1R   | 2R   | 1R   |      |
| Roland Garros   | 2R   | 1R   | 1R   | 2R   | 1R   | 1R   | 1R   | 4R | 1R   | 1R   | 1R   | 3R   | 1R   | –    |      |
| Wimbledon       | –    | –    | 1R   | –    | 3R   | 1R   | 2R   | 2R | 1R   | 1R   | 1R   | 2R   | 2R   | –    |      |
| US Open         | –    | –    | 1R   | –    | 2R   | 1R   | 1R   | 3R | 1R   | 1R   | 2R   | 2R   | 2R   | –    |      |

### Vrouwendubbelspel
| Toernooi        | 1986 | 1987 | 1988 | 1989 | 1990 | 1991 | 1992 |    | 1994 | 1995 | 1996 | 1997 | 1998 | 1999 | 2000 |
| --------------- | ---- | ---- | ---- | ---- | ---- | ---- | ---- | -- | ---- | ---- | ---- | ---- | ---- | ---- | ---- |
| Australian Open | –    | –    | –    | 3R   | 2R   | 1R   | 1R   | –  | 2R   | 2R   | 1R   | 2R   | 2R   | 1R   |      |
| Roland Garros   | 1R   | –    | 1R   | 1R   | 2R   | 2R   | 2R   | 2R | 2R   | 2R   | 1R   | 2R   | 1R   | –    |      |
| Wimbledon       | –    | –    | 3R   | 1R   | 2R   | 1R   | 1R   | 1R | 1R   | 3R   | 2R   | 1R   | 1R   | –    |      |
| US Open         | –    | –    | 1R   | –    | 1R   | 1R   | 1R   | 1R | 1R   | 3R   | 2R   | 1R   | 2R   | –    |      |

### Gemengd dubbelspel
| Australian Open | –  | –  | –  | 1R | 2R | –  | –  |
| Roland Garros   | 1R | 3R | –  | 1R | 2R | 3R | 2R |
| Wimbledon       | –  | –  | –  | –  | 1R | –  | –  |
| US Open         | –  | –  | 1R | –  | –  | –  | –  |